# Ølholm
Ølholm er en by i Østjylland med 920 indbyggere  (2024), beliggende 4 km sydøst for Tørring, 26 km vest for Horsens og 17 km nordvest for Hedensted. Byen hører til Hedensted Kommune og ligger i Region Midtjylland.
Ølholm ligger i Langskov Sogn. Langskov Kirke ligger ensomt 1 km syd for byen. Nord for byen løber Gudenå gennem Ølholm Kær, der er en del af Natura 2000-område nr. 77 Uldum Kær, Tørring Kær og Ølholm Kær.

## Faciliteter
Ølholm Skole, SFO og Børnehave har ligget under samme tag siden 2014, hvor der blev bygget ny børnehave ved skolen. I den forbindelse fik man også bygget et nyt forsamlingshus. Der er 90 børn i skolen og 40-45 i børnehaven. Forsamlingshuset er godkendt til 149 personer og har service til 100 personer.
Langskovhallen fra 1990 er hjemsted for Ølholm Boldklub, men udlejes også til fester, udstillinger mv. Klubben tilbyder bl.a.
gymnastik, badminton, tennis, bordtennis, petanque samt fodbold, hvor klubben hvert år afholder et indefodboldstævne med over 200 hold.

## Historie
I Ølholm Kær er der fundet stolpehuller efter langhuse fra Bronze- og Jernalder.

### Stationsbyen
Ølholm fik i 1891 station på Horsens-Tørring Banen, der skiftede navn til Horsens Vestbaner i 1929, hvor banen blev forlænget til Thyregod og fik en sidebane fra Rask Mølle til Ejstrupholm. Horsens Vestbaner indstillede persontrafikken i 1957 og blev helt nedlagt i 1962. Stationsbygningen er bevaret på Banevænget 5, hvor der også står en af banens km-sten, der viser 24,5 (km fra Horsens).
I 1904 beskrives Ølholm og Langskov Kirke således: "I Sognet Langskov Kirke (noget uden for Ølholm), med Skole, Forsamlingshus (opf. 1891) og Sparekasse (opr. 1869...Antal af Konti 197), og Byen Ølholm (1429: Øthleholm), ved Landevejen, med Fattiggaard for Uldum-L. Kommune (Plads for 21 Lemmer), Købmandshdl., Kro, Jærnbane- og Telegrafst. (Hauge og Ølholm Stationsby);".